# ロシア連邦道路M1
ロシア連邦道路 M1（ロシアれんぽうどうろ M1、ロシア語: Федеральная автомобильная дорога М-1 «Беларусь»）または連邦道路ベラルーシは、ロシア連邦のモスクワとベラルーシを結ぶロシア連邦道路である。モスクワ州、スモレンスク州を経由する。西にベラルーシのM1高速道路と接続し、東にロシア連邦道路M5と接続する。総距離は440km。E30号線、アジアハイウェイ6号線の一部。

## 路線状況
- 0km - モスクワ、モスクワ環状道路
- 4km - オジンツォボ
- 52km - クビンカ
- 98km - モジャイスク
- 172km - ガガーリン
- 227km - ヴャジマ
- 297km - サフォノヴォ
- 334km - ヤールツェヴォ
- 440km - ベラルーシ国境

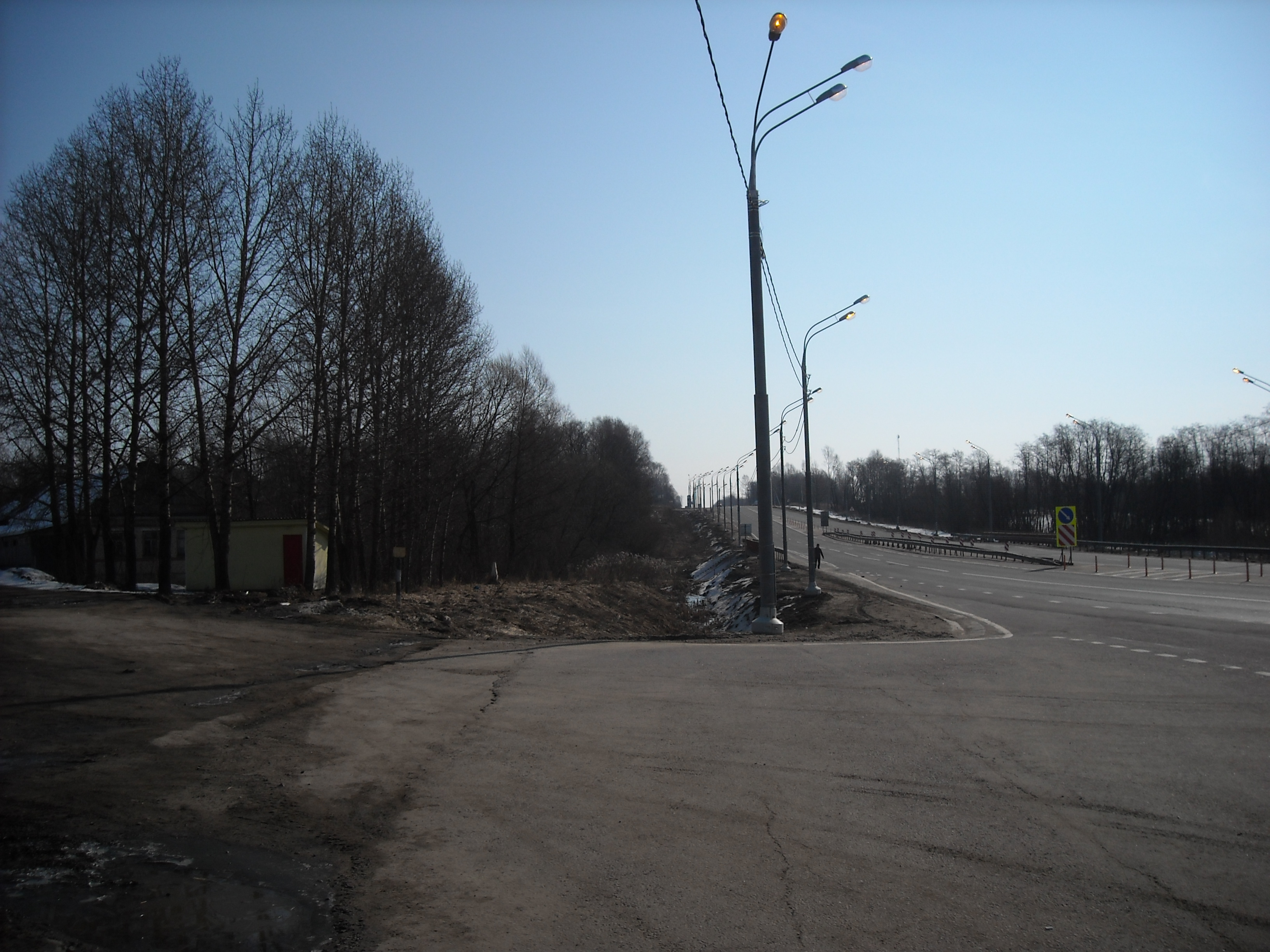
マルセヴォ村付近

1980年のモスクワオリンピックに向けて建設された。ロシア連邦の首都モスクワとベラルーシの首都ミンスクを結ぶため、特に農業において重要な道路であり昼から夜にかけて多くのトラックが通過する。全線四車線であり、アスファルト舗装を施されている。主要な橋としては280km付近のドニエプル川との交差が挙げられる。